# Will Friedwald
Will Friedwald (* 1961) ist ein US-amerikanischer Jazz-Kritiker, Autor und Produzent.

## Leben
Will Friedwald ist seit den 1980er Jahren Jazzkritiker für den Downbeat, Jazz Times, Jazz News und arbeitet als freier Schallplattenproduzent in New York. Er schrieb auch für Zeitungen wie Wall Street Journal, The New York Times, The Village Voice, Newsday, The New York Observer und The New York Sun sowie für Magazine wie Entertainment Weekly, Oxford American, New York, Mojo, BBC Music Magazine, Stereo Review, Fi(Delity) und andere Musik- und Filmzeitschriften. Er ist außerdem Autor einiger Bücher zur Jazzgeschichte, insbesondere zur Geschichte des Great American Songbook; in Deutschland erschien 1992 sein Werk Swinging Voices of America – Ein Kompendium großer Stimmen bei Hannibal. Seine Biographie über Frank Sinatra wurde 1996 mit dem Deems Taylor Award der ASCAP ausgezeichnet. Gemeinsam mit Friedwald brachte Tony Bennett 1998 seine Autobiographie The Good Life heraus.
Friedwald – beschrieben als der „The Poet Laureate of vintage pop music“ – arbeitet mit einer der umfassendsten Datenbanken; auf seinem Power Mac G5 verfügt er über 200.000 Songs.
Ende 2020 erhielt Friedwald mit Zev Feldman und George Klabin für die Produktion Hittin’ the Ramp: The Early Years (1936–1943) von Nat King Cole eine Grammy-Nominierung in der Kategorie Best Historical Album.  2024 erhielt er von der Jazz Journalists Association den Preis für das Lebenswerk im Jazz-Journalismus (Jazz Journalism Lifetime Achievement).

## Zitat
„In den 30er Jahren hätte man seine Mutter niemals mit in ein Jazz-Konzert genommen […] Es spielte sich im Untergrund ab. Auch in der schwarzen Gemeinschaft war er anfangs sehr verpönt. Die schwarze Mittelklasse, die Kirchengemeinden, die sahen auf den Jazz herab. Man verband es mit Glücksspiel, mit der Unterschicht, mit Sittenlosigkeit. Erst Künstler wie Ellington und Ella gaben dem Jazz ein gewisses Ansehen“

## Veröffentlichungen
- Jazz Singing: America’s Great Voices from Bessie Smith to Bebop and Beyond Scribner’s Sons, New York. 1990. (dt.: Swinging Voices of America – Ein Kompendium großer Stimmen. Hannibal, St. Andrä-Wördern 1992, ISBN 3-85445-075-3)
- Sinatra! The Song is You: A Singer’s Art (deutsch: Frank Sinatra – Ein Mann und seine Musik Hannibal, St. Andrä-Wördern 1996, ISBN 3-85445-121-0)
- Stardust Melodies: the Biography of Twelve of America’s Most Popular Songs
- Looney Tunes and Merrie Melodies: An Illustrated Guide to the Warner Bros. Cartoons
- Tony Bennett, Will Friedwald: The Good Life. 1998
- Will Friedwald, Yuval Taylor: The Future of Jazz. ISBN 978-1-55652-446-2
- Straighten Up and Fly Right: The Life and Music of Nat King Cole. Oxford University Press, 2020.